# 反転授業
反転授業（はんてんじゅぎょう、英語: flip teaching または flipped classroom）は、ブレンド型学習の形態のひとつ。生徒たちは新たな学習内容を通常は自宅でビデオ授業を視聴して予習し、教室では講義は行わず、逆に従来は宿題とされていた課題について、教師が個々の生徒に合わせた指導を与えたり、生徒が他の生徒と協働しながら取り組む形態の授業である。英語では、backwards classroom、reverse instruction、flipping the classroom、reverse teaching といった表現も用いられる。

## 従来型授業と反転授業
従来からの授業のパターンは、教科書を読み、問題を解くことを学校外で行なうよう生徒に課した上で、教室では講義を聴き、試験を受けることを求めていた。

私が担当していたAP微分積分学のクラスは、不安でいっぱいの状況の下、不十分な時間配当の中で過剰な内容を消化しようと無理なことをしていました。これは、私が教職に就いたときに求めていたものとは全く正反対の状態でした。
—反転授業に取り組んだ動機を説明するある教師, ワシントン・ポスト紙

反転授業においては、生徒たちは主題についてまず自習をする。教材は、教師が用意するか、カーンアカデミーなどサードパーティーが供給したビデオ授業 (video lesson) を使うのが一般的である。教室での授業時間は、生徒たちが予習で得た知識を応用して問題を解き、実習する。教師は、導入の授業を行うのではなく、問題を解くのに手間取っている生徒を個別に指導する。補助的な技法として、生徒の多様性に応じた個別化教授法 (differentiated instruction) や課題解決型学習 (project-based learning) が用いられることもある。
オンラインで反転授業をする場合、学校の外でコンピュータやインターネットへのアクセスができない生徒たちは、当然ながら反転授業には参加できない（情報格差）。ただし、これは反転授業によるのではなく、授業がオンラインであることによる。

## 歴史
1990年代にピア・インストラクション (peer instruction) を開発したエリック・マズール (Eric Mazur) は、コンピュータによる支援を用いた指導によって、講義をするのではなく指導（コーチ）することが可能になることを発見した。2000年に、 Lage, Platt and Treglia は「Inverting the Classroom: A Gateway to Creating an Inclusive Learning Environment（教室を反転する： 包括的な学習環境の創造への入口）」と題された論文を発表した。1993年、Alison King は、「From Sage on the Stage to Guide on the Side（壇上の賢人から、寄り添う案内人へ）」と題された論文を発表した。2000年、J. Wesley Baker は、第11回大学教育・学習国際会議 (the 11th International Conference on College Teaching and Learning) において「The classroom flip: using web course management tools to become the guide by the side（教室の反転：寄り添う案内人となるためのウェブ・コース・マネジメント・ツールの使用）」と題した発表を行なった。ベイカーの記事は、教室における反転の取り組みのモデルを提示した。
ウィスコンシン大学マディソン校では、2000年秋以降、それまでの講義形式によるコンピュータ科学のコースに代えて、eTech 社のソフトウェアを使い、講師の姿と授業内容のスライドからなるビデオのストリーミングを提供するようになった。2011年には、ウィスコンシン支援教育共同研究所 (Wisconsin Collaboratory for Enhanced Learning (WisCEL)) に、反転学習やブレンド型学習に焦点を当てたふたつのセンターが建設された。
2004年、サルマン・カーンは、授業をビデオに撮っておけば分かった所は飛ばし、分かりにくい所を部分的に繰り返して見ることができると考えた年下の従妹の求めに応じて、ビデオを録画した。カーンのモデルは本質的に1対1の個人指導（チュータリング）である。カーンアカデミー制作のビデオは、反転授業方式を採用している一部の教育者たちによって使用されている。
2006年の共著書『The Classroom Flip』において、Tenneson and McGlasson は、教室の反転を検討している教師たちに、様々な技法の導入がそれぞれどのように教授法を支援できるのかを示した。同書では、コンピュータを用いたコース・マネジメント・システムについても検討されている。
アメリカで反転授業が広がった背景には、Flipped Learning Networkという反転授業の実践をしている教師によるSNSの存在がある。反転授業では、旧来の授業とは教授法が変わってくるので、教師には新たなスキルが必要とされ、ノウハウ共有の場が必要である。
2019年に発表された報告によると、ウェストポイント陸軍士官学校で数学と経済学の授業で反転授業のランダム化比較試験が実施されていた。その報告によると短期的には効果があったものの、利益はすぐに薄れてしまい長期的な効果はなく、達成度の格差を広げてしまった結果になった。

## 日本での取組み
日本で最初の公教育における反転授業の本格的な実践は、2012年の富谷町立東向陽台小学校の佐藤靖泰の算数の授業である。これは、東北学院大学の稲垣忠と共同の研究授業であり、生徒に一人一台のタブレット端末を配布し、5分程度の動画を見てノートを作ってくることを予習として課し、教室では学びあいを行うという形式で進められた。家庭学習の時間が1.5倍に増えるなどの成果が現れた。
2012年には東京工業大学工学部情報工学科の線型電子回路の講義で西原明法が反転授業を行なっている。西原明法はその後大福帳と組み合わせて定着を図り、東工大工学系教育賞を受賞している。
2013年には、近畿大学付属高等学校の芝池宗克（数学）と中西洋介（英語）が、タブレット端末の導入に伴い反転授業をスタートした。また、塾や予備校での取組みも同じ時期に始まった。熊本にある予備校、壺溪塾の国語科主任の甲斐資子は、ThinkBoardで作成した講義をLMSで配信、管理し、生徒の予習状況を時系列を把握して反転授業を行っている。また、物理ネット予備校を主催している田原真人は、Web教室を用いてオンライン反転授業を行っている。
これらの実践は、教師が予習用コンテンツを作成して、反転授業を行うものだが、Khan Academyのように無料で視聴できる講義コンテンツがWeb上にあれば、それらを利用して反転授業を行うことも可能である。
日本では受験産業が発達したため、東進衛星予備校を代表とする有料、もしくは、販促のためのサンプル動画が多く、英語圏に比べ、反転授業の環境が整っていなかったが、YouTubeの普及の風に乗って、無料動画を配信するNPO団体、私塾、個人の先生が出現した。
YouTube上に配信された無料授業動画。
- 2010年10月 - manavee（大学受験全教科）[26]。
- 2010年11月 - 福岡チャータースクール高等数学部・数学教室（高校数学）[26]。
- 2010年12月 - 江口数学教室（高校数学）[26]。
- 2011年5月 - 動画スクールbyやる気先生の授業動画（高校数学、中学数学・英語・現代文）[26]。
- 2011年6月 - eboard（小学生・中学生・高校生）[26]。
- 2012年2月 - てらtube（高校受験全教科、高校数学、高専数学）[26]。
- 2012年6月 - とある男が授業をしてみた（小学生算数、中学生数学・英語・理科・社会、高校数学）[26]

これらには、受験産業が最も得意とする問題の解き方中心の動画だけでなく、初心者でも理解できる教科書レベルの導入動画も多数含まれており、日本でも反転授業の環境が整いつつあった。
manaveeは「地理的・経済的な教育格差の是正」を目標に「誰もが無料で行きたい大学に行ける学習環境を実現する」ため、いち早く全面無料動画をネット上に配信。HP上の仮想教室を作り、受講者のケアやメンターにも力を入れていた。2013年3月、オフライン事業「manaveeSchool」を創設。動画→授業の事業に乗り出している。
福岡チャータースクール高等数学部・数学教室は高校数学のほとんどの単元の授業動画をYouTubeにアップロードした「福岡チャータースクール高等数学部・数学教室版電子教科書」を創刊。生徒はこの動画を自宅で見て予習を行い、教室では演習指導・メンター・コーチングに専念。そして、自宅で復習する際、その動画を活用できるサイクルを実践している。
2013年11月より武雄市教育委員会、代田昭久教育監は武雄市立武内小学校で反転授業を試行する事を発表した。科目は理科と算数。2014年からは、日本で初めて地方自治体単位で反転授業に取り組むことになる予定であり、注目される。
また、2013年10月11日には、日本の反転授業の牽引者の一人である東京大学大学院情報学環山内祐平准教授らにより、オープンオンライン教育推進協議会（JMOOC）の設立が発表された。
反転授業では、教師にノウハウ共有の場が必要である。日本では、教師やICT関係者などによりFacebookグループ「反転授業の研究」が立ち上がり、オンラインでの勉強会や交流によりノウハウの共有がされている。
2014年10月より、東京工科大学コンピュータサイエンス学部の2年次生に向けて、JMOOC提供のオンライン講座を利用した反転授業が行われている。この反転授業においては、学生は始めにJMOOCが公認するNTTナレッジ・スクウェア提供のオンライン講座（Massive open online course、MOOC）「gacco」において予習し、大学の教室ではディスカッションなどの対話的授業に参加する。

## 特筆される教師

### 数学
2006年、モーゼン・マエスミ (Mohsen Maesumi) はラマー大学 (Lamar University) で微分積分学 I の授業を反転授業で実施した。反転授業のクラスの学生は、比較対照のために従来型の授業を行った微分積分学 II のクラスの学生に比べ、有為な差を見せて優れた成果を出した。
メリーランド州ポトマック (Potomac) の高校の数学教師トレーシー・ローシャン (Stacey Roshan) は、柔軟な試験の実施と、生徒が作った教材を用いることで、授業を受ける生徒たちの不安を減少させた。彼女の母親も数学教師であり、娘のトレーシーが制作したビデオを使用している。
2012年、カリフォルニア州サンタアナの高校の数学教師クリスタル・カーチ (Crystal Kirch) は、「Watch, Summary, Question (WSQ)」（「注目、要約、質問」の意：略してWSQ＝「ウィスク」と発音する）という一連の課題のサイクルを構築し、それについて自身のブログやクラスのウェブサイト、YouTube のチャンネルなどで説明を加えている。
2012年、カナダ・ブリティッシュコロンビア州ケロウナの高校の数学教師グレイアム・ジョンソン (Graham Johnson) は、カナダ初の反転授業に関する会議を主催した。

### 理科
2007年、コロラド州ウッドランド・パーク (Woodland Park) にあるウッドランド・パーク高校 (Woodland Park High School) の理科教師であるジョナサン・バーグマン (Jonathan Bergmann) とアーロン・サムズ (Aaron Sams) は、独自の反転授業を展開しており、はじめにすべての直接授業をオンライン・ビデオ化した上で、フリップト・マスタリー・モデル (Flipped-Mastery model) を2008/2009年の学年から導入し、その過程の記録を共著書『Flip Your Classroom, Reach Every Student in Every Class Every Day』にまとめた。
2012年、ニュージャージー州の公立小学校の化学教師マーク・シーゲル (Marc Seigel) は、シカゴで開催された「反転学習会議 (Flipped Learning Conference)」において、自身の取り組みの戦略、成功、失敗について報告し、その内容をブログにも書き綴った。
2012年、カナダ・ブリティッシュコロンビア州ケロウナの高校の生物学教師キャロリン・ダーリー (Carolyn Durley) は、カナダ初の反転授業に関する会議「Canadian Flipped Learning Conference」を共催した。